# Pomorski fakultet u Splitu
Pomorski fakultet u Splitu, (skraćeno PFST), visoko učilište u sastavu Sveučilišta u Splitu. Kao Visoka pomorska škola djeluje od 1959. godine. U lipnju 2000. postaje jedina sastavnica sveučilišta koja je dobila svjedodžbu kvalitete ISO 9002 od klasifikacijskih društava Bureau Veritas i Hrvatskog registra brodova za visokoškolsko obrazovanje i izobrazbu, znanstveni i stručni rad, te izdavačku djelatnost.

## Ustrojbene jedinice
- Zavod za nautiku
- Zavod za brodostrojarstvo
- Zavod za pomorske elektrotehničke i informatičke tehnologije
- Zavod za pomorske sustave i procese
- Katedra za opće i zajedničke predmete
- Katedra za strane jezike

## Vanjske poveznice
- Službena web-stranica
- Pomorski fakultet u Splitu Hrvatska tehnička enciklopedija, portal hrvatske tehničke baštine. LZMK